# Omotetia
In matematica, in particolare in geometria, un'omotetia (composto dai termini greci homós, "simile" e títhemi, "pongo") è una particolare trasformazione geometrica del piano o dello spazio, che dilata o contrae i segmenti, e quindi gli oggetti, a partire da un punto detto centro dell'omotetia. Le lunghezze variano in proporzione, mentre gli angoli restano invariati e si mantiene perciò la "forma" (nel senso intuitivo del termine) degli oggetti, come nelle similitudini, di cui è infatti un caso particolare.
L'uso di tale termine è relativamente nuovo, figurando la prima volta con Michel Chasles nel 1827.

## Definizione

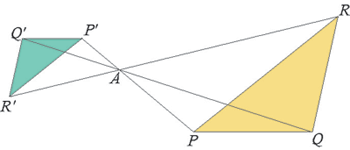
Esempio grafico: omotetia di centro e di rapporto

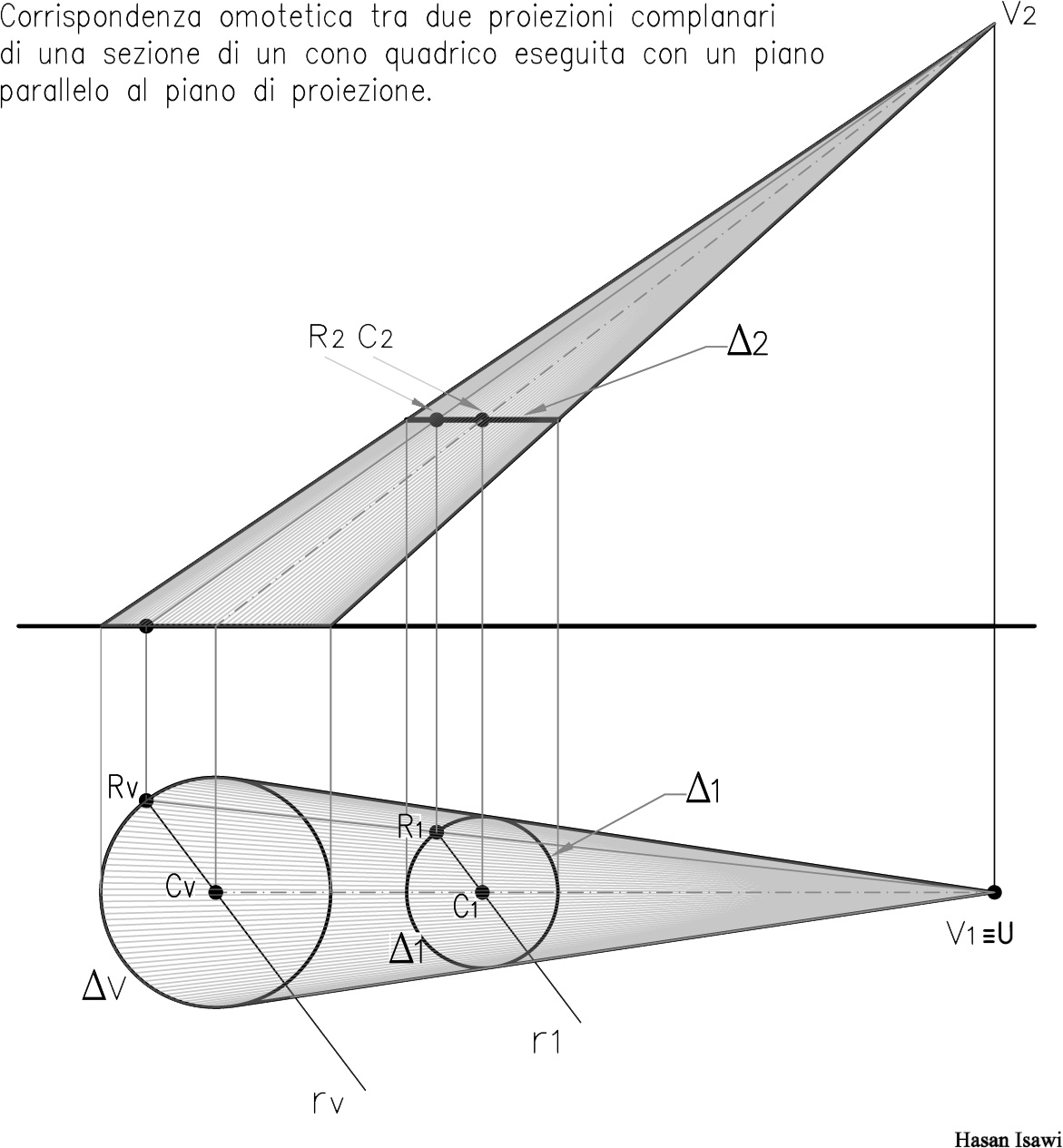
Corrispondenza omotetica tra due proiezioni complanari di una sezione di un cono quadrico eseguita con un piano parallelo al piano di proiezione.

Un'omotetia di centro {\displaystyle A} e di rapporto {\displaystyle c} (numero reale diverso da zero) è una trasformazione dello spazio euclideo secondo cui un qualsiasi punto {\displaystyle P} dello spazio viene spostato, sulla semiretta {\displaystyle AP} se {\displaystyle c} positivo o sulla semiretta {\displaystyle PA} se {\displaystyle c} negativo, in modo che la sua distanza da {\displaystyle A} cambi secondo il fattore costante {\displaystyle |c|}. 
Nell'esempio grafico a fianco  {\displaystyle c=-{1 \over 2}} , quindi il punto {\displaystyle P} viene trasformato in {\displaystyle P'} sulla semiretta {\displaystyle PA} (ovvero la semiretta che origina in {\displaystyle P} e va verso {\displaystyle A}) tale che {\displaystyle {\overline {AP'}}={1 \over 2}{\overline {AP}}}.
Questa trasformazione geometrica è anche chiamata con termini più familiari:
- dilatazione, se {\displaystyle |c|>1;}
- contrazione, se {\displaystyle 0<|c|<1;}
- se {\displaystyle c=1} si ottiene l'identità, cioè la trasformazione nella quale ogni punto corrisponde a se stesso;
- se {\displaystyle c=-1} si ottiene la simmetria centrale di centro {\displaystyle A} o la rotazione di centro {\displaystyle A} pari a un angolo piatto

L'omotetia è una particolare similitudine, ma non è vero il viceversa, infatti nelle omotetie il centro {\displaystyle A}, un generico punto {\displaystyle P} e il suo trasformato {\displaystyle P'} sono sempre allineati, mentre nelle similitudini è richiesto solo che si mantenga costante il rapporto tra le lunghezze.

### Definizione tramite vettori
Mediante i vettori, l'omotetia di centro {\displaystyle A} e di rapporto {\displaystyle c\neq 0} si definisce come la trasformazione geometrica che porta ogni punto {\displaystyle P} nell'unico punto {\displaystyle P'} soluzione dell'equazione vettoriale:
{\displaystyle {\overrightarrow {AP'}}=c\cdot {\overrightarrow {AP}}.}
Molto spesso si dice che l'omotetia sia diretta o inversa secondo che {\displaystyle c} sia positivo o negativo, tuttavia si tratta sempre di una proporzionalità diretta tra lunghezze.

## Proprietà
Una omotetia moltiplica tutte le distanze per {\displaystyle |c|}, di conseguenza tutte le aree per {\displaystyle |c|^{2}} (o {\displaystyle c^{2}}) e tutti i volumi per {\displaystyle |c|^{3}}.
Se {\displaystyle c\neq 1} (cioè se non è un'identità), allora l'unico punto unito è il punto {\displaystyle A} e le uniche rette unite sono quelli passanti per {\displaystyle A} (si dice "unito" un ente geometrico che, a seguito di una trasformazione geometrica del piano o dello spazio, rimane sé stesso).

## Algebra lineare
Un'omotetia è una trasformazione affine, definita in uno spazio euclideo di dimensione qualsiasi.
Se il centro {\displaystyle A} dell'omotetia coincide con l'origine dello spazio, allora l'omotetia è una trasformazione lineare, la cui matrice associata rispetto ad una qualunque base è data dalla matrice identità moltiplicata per il fattore {\displaystyle c}, ovvero dalla matrice diagonale avente tutti gli elementi della diagonale principale pari a {\displaystyle c}.